# Magicka
Magicka est un jeu vidéo d'action-aventure s'inspirant de la mythologie nordique. Il est développé pour Windows par Arrowhead Game Studios et édité par Paradox Interactive. Le jeu est publié sur Steam le 25 janvier 2011, et fonctionne aussi sous Linux, via Wine.
Le jeu est payant, bien qu'une version de démonstration soit disponible en téléchargement gratuit.
Magicka est développé par huit étudiants suédois.
Le jeu connaît un succès commercial avec plus de 2,8 millions d'exemplaires vendus.
Il a pour suite Magicka 2.

## Trame
Dans Magicka, quatre mages forment un ordre sacré pour combattre un sorcier maléfique et ses créations démoniaques.

## Système de jeu

### Généralités
Magicka est un jeu d'action-adventure qui se joue en 3D isométrique, avec une vue (légèrement inclinée) depuis le ciel.
Les joueurs restent généralement au centre de l'écran, tandis que le décor se déplace.
Le jeu peut se jouer seul, ou jusqu'à quatre joueurs en coopération, qui contrôlent chacun un mage chargé de stopper un sorcier maléfique ayant plongé le monde dans le chaos. La campagne consiste en treize niveaux différents, chiffre qui augmentera avec les extensions prévues.
Contrairement aux jeux de rôle fantastiques habituels, il n'y a pas de classes dans Magicka. Il n' y a pas non plus de barre de mana, ou de barre d'énergie indiquant le nombre de capacités spéciales qu'un joueur peut effectuer. L'utilisation de la magie n'est pas limitée, et ne nécessite pas la consommation de ressources, quelles qu'elles soient. Il y a très peu d'objets améliorant les capacités des personnages, les concepteurs du jeu n'ayant pas voulu que des joueurs se concentrent sur le ramassage de butin pour monter des personnages invincibles.
Chaque joueur est équipé d'un bâton magique, utilisé pour lancer des sorts, et d'une arme secondaire traditionnelle. Au cours de la partie, les joueurs peuvent récolter une multitude d'armes secondaires différentes. Certains équipements peuvent avoir une « capacité active », autorisant le joueur à lancer un sort spécifique sans disposer des éléments requis. Ils ont tous une « capacité passive » conférant au joueur un bonus dans ses statistiques. Les armes secondaires sont classés par gamme selon leur vitesse d'attaque et les dommages et effets secondaires qu'ils infligent.

### Les sorts et les éléments
Le jeu contient huit éléments différents. Il est possible de combiner cinq d'entre eux simultanément pour créer des sorts. Les éléments présents sont l'eau, le feu, l'électricité, le froid, le bouclier, la terre, les arcanes et la vie. En outre, certaines combinaisons d'éléments donnent de nouveaux éléments. L'eau et le feu se combinent pour créer l'élément vapeur. L'eau et le froid se combinent pour créer l'élément de glace. Par ailleurs, certains éléments s'annulent et ne peuvent être combinés : eau et électricité, terre et électricité.
Les éléments interagissent entre eux pour créer des réactions : si un joueur ou un ennemi est en feu, lui lancer un sort d'eau va l'éteindre. Au contraire, s'il est mouillé, utiliser un sort de froid va le transformer en glaçon, le rendant beaucoup plus vulnérable aux dégâts de tout type hormis de feu.

## Développement
Magicka contient des références à d'autres jeux fantastiques comme Warhammer et Diablo, ainsi que des références humoristiques à de nombreux autres médias, comme Star Wars, Star Trek, World of Warcraft, Neverwinter Nights, le film 300, Le Seigneur des anneaux, Indiana Jones, ou encore Monty Python : Sacré Graal ![réf. nécessaire].
Magicka diffère des jeux fantasy classiques par son humour, et certains éléments décalés, comme le fait d'intégrer une mitrailleuse M60, que le jeu définit comme « beaucoup trop complexe pour faire partie d'un jeu de fantasy ».

## Accueil

### Récompenses
Une version de développement de Magicka avait été choisie comme jeu vidéo de l'année aux Swedish Game Awards (en) de 2008.

### Ventes
Magicka connaît un succès commercial puisqu'il se vend à plus de 200 000 exemplaires en plus deux semaines.
Selon Fred Wester, président-directeur général chez Paradox Interactive (l'éditeur du jeu), Magicka s'est vendu à plus de 2,8 millions d'unités sur Steam.